# Taher (distrito)
Taher é um distrito localizado na província de Jijel, Argélia, e cuja capital é a cidade de mesmo nome, Taher. A população total do distrito era de 147 612 habitantes, em 2008. É um dos maiores distritos da província, em área, população e densidade populacional.

## Comunas
O distrito é composto por cinco comunas:
- Taher
- Boucif Ouled Askeur
- Chahna
- Emir Abdelkader
- Ouadjana